# Aleurotrachelus
Aleurotrachelus  es un género de hemípteros de la familia Aleyrodidae, subfamilia Aleyrodinae. Se distribuyen por zonas templadas y tropicales de América, Asia, Europa y África. El nombre científico de este género es el primero válidamente publicado por Quaintance & Baker en 1914. La especie tipo es Aleurotrachelus tracheifer.

## Especies
Se reconocen las siguientes especies:
- Aleurotrachelus alpinus Takahashi, 1940
- Aleurotrachelus ambrensis Takahashi & Mamet, 1952
- Aleurotrachelus ampullatus Bink-Moenen, 1983
- Aleurotrachelus anonae Corbett, 1935
- Aleurotrachelus asparagi (Lewis, 1893)
- Aleurotrachelus atratus Hempel, 1922
- Aleurotrachelus brazzavillense Cohic, 1968
- Aleurotrachelus camamuensis Bondar, 1923
- Aleurotrachelus camelliae (Kuwana, 1911)
- Aleurotrachelus chikungensis Mound & Halsey, 1978
- Aleurotrachelus corbetti Takahashi, 1941
- Aleurotrachelus debregeasiae Young, 1944
- Aleurotrachelus distinctus Hempel, 1922
- Aleurotrachelus dryandrae Solomon, 1935
- Aleurotrachelus duplicatus Bink-Moenen, 1983
- Aleurotrachelus elatostemae Takahashi, 1932
- Aleurotrachelus eriosemae (Hempel, 1922)
- Aleurotrachelus erythrinae Corbett, 1935
- Aleurotrachelus euphorifoliae Young, 1944
- Aleurotrachelus fenestellae Hempel, 1922
- Aleurotrachelus filamentosus Takahashi, 1938
- Aleurotrachelus fissistigmae Takahashi, 1931
- Aleurotrachelus globulariae Goux, 1942
- Aleurotrachelus granosus Bondar, 1923
- Aleurotrachelus gratiosus Bondar, 1923
- Aleurotrachelus grewiae Takahashi, 1952
- Aleurotrachelus hazomiavonae Takahashi, 1955
- Aleurotrachelus ingafolii Bondar, 1923
- Aleurotrachelus ishigakiensis (Takahashi, 1933)
- Aleurotrachelus joholensis Corbett, 1935
- Aleurotrachelus juiyunensis Young, 1944
- Aleurotrachelus limbatus (Maskell, 1896)
- Aleurotrachelus longispinus Corbett, 1926
- Aleurotrachelus lumpurensis Corbett, 1935
- Aleurotrachelus machili Takahashi, 1942
- Aleurotrachelus madagascariensis Takahashi, 1955
- Aleurotrachelus maesae Takahashi, 1935
- Aleurotrachelus marginata (Newstead, 1911)
- Aleurotrachelus mauritiensis Takahashi, 1940
- Aleurotrachelus mesuae Corbett, 1935
- Aleurotrachelus minimus Young, 1944
- Aleurotrachelus minutus Takahashi, 1952
- Aleurotrachelus multipapillus Singh, 1932
- Aleurotrachelus nivetae Cohic, 1969
- Aleurotrachelus obscurus Bink-Moenen, 1983
- Aleurotrachelus orchidicola Takahashi, 1939
- Aleurotrachelus oriani Martin & Mound, 2007
- Aleurotrachelus pandani Takahashi, 1951
- Aleurotrachelus papilliferus (Sampson & Drews, 1941)
- Aleurotrachelus parvus (Hempel, 1899)
- Aleurotrachelus pauliani Takahashi, 1960
- Aleurotrachelus plectroniae Takahashi, 1955
- Aleurotrachelus primitus Young, 1944
- Aleurotrachelus pyracanthae Takahashi, 1935
- Aleurotrachelus reunionensis Takahashi, 1960
- Aleurotrachelus rhamnicola (Goux, 1940)
- Aleurotrachelus rosarius Bondar, 1923
- Aleurotrachelus rotundus Corbett, 1935
- Aleurotrachelus rubi Takahashi, 1933
- Aleurotrachelus rubromaculatus Bondar, 1923
- Aleurotrachelus selangorensis Corbett, 1935
- Aleurotrachelus serratus Takahashi, 1949
- Aleurotrachelus socialis Bondar, 1923
- Aleurotrachelus souliei Cohic, 1969
- Aleurotrachelus stypheliae (Maskell, 1896)
- Aleurotrachelus taiwanus Takahashi, 1932
- Aleurotrachelus tarennae Bink-Moenen, 1983
- Aleurotrachelus theobromae Bondar, 1923
- Aleurotrachelus tracheifer (Quaintance, 1900)
- Aleurotrachelus trachoides (Back, 1912)
- Aleurotrachelus tuberculatus Singh, 1933
- Aleurotrachelus urticicola Young, 1944
- Aleurotrachelus vitis Corbett, 1935
- Aleurotrachelus zonatus Takahashi, 1952